# 灣仔發電廠
灣仔發電廠是香港昔日一座火力發電廠，為香港第一所發電站，位於今日香港島灣仔永豐街一帶。

## 歷史

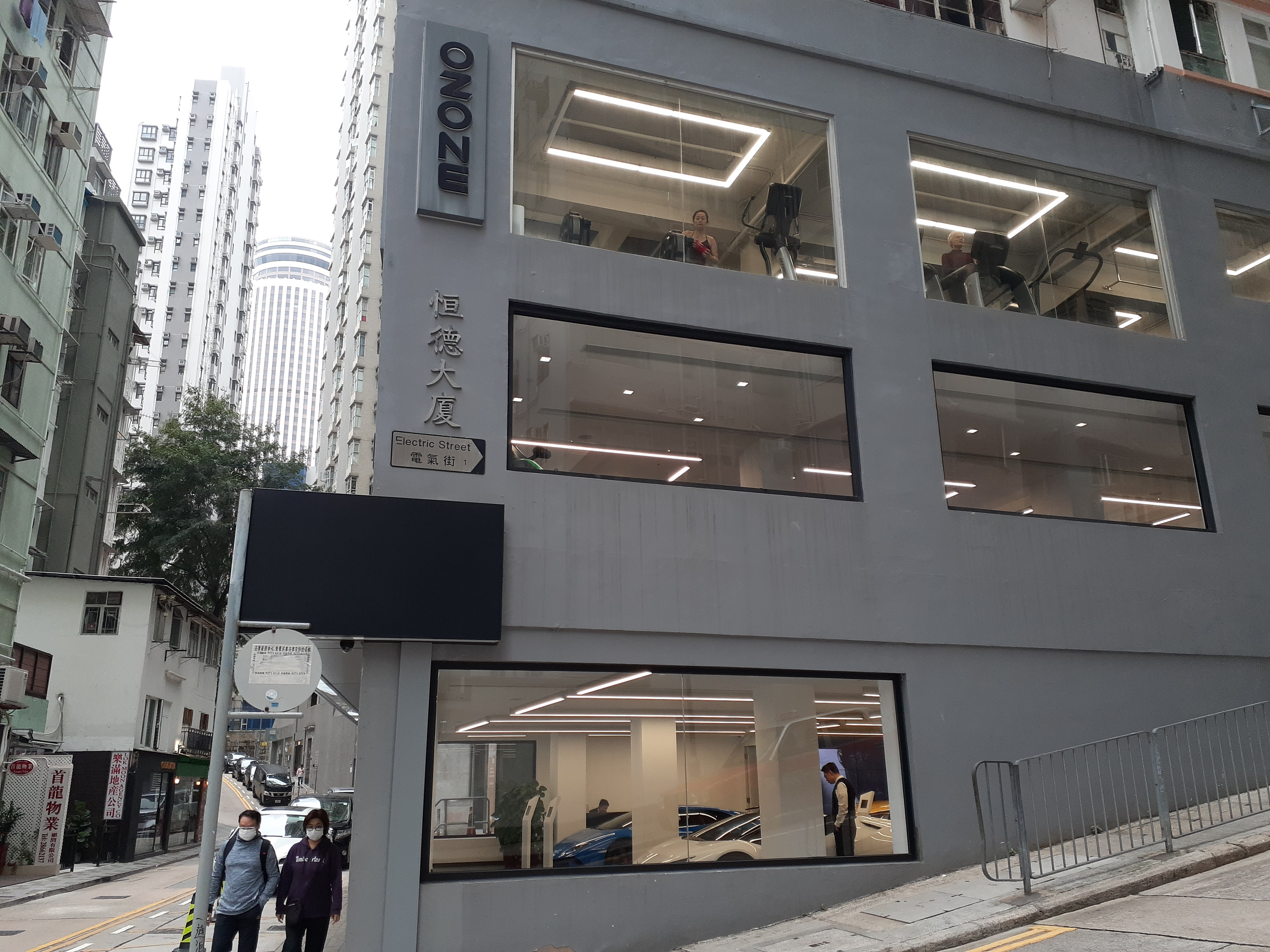
今日電氣街為廠房範圍的一部份

發電廠於1889年落成，並於1890年12月1日下午6時開始供電。發電廠裝有兩台從英國進口的50千瓦蒸汽發電機組，總發電量大約為100千瓦。後來發電廠改用柴油發電機組，總發電量逐步提升至2,500千瓦。
隨著1910年起，供電範圍由中環伸展至西環及山頂，香港電燈發現灣仔發電廠逐漸不敷應用，便於1913年選址北角興建北角發電廠，並於1919年夏季正式取代灣仔發電廠。

### 街道命名
灣仔發電廠附近的街道取《三字經》中的「三光者，日月星」來命名，比喻電力帶來光明，而香港電燈公司亦在一帶興建宿舍予發電廠員工以提升士氣。區內取名自此發電廠的街道包括日街、月街、星街、光明街及電氣街。

## 外部連結
- 港燈電力投資有限公司歷史